# Liebe und Krieg
Liebe und Krieg (Originaltitel: Love and War) ist ein historischer Roman des US-amerikanischen Autors John Jakes aus dem Jahr 1984. Er ist die Fortsetzung des Romans Die Erben Kains aus dem Jahr 1982 und Mittelteil der Trilogie um die Familien Hazard und Main in der Zeit vor, während und nach dem amerikanischen Sezessionskrieg. Liebe und Krieg schildert das Schicksal der Hazards und der Mains während des Bürgerkrieges.

## Handlung
Die Vereinigten Staaten im Jahr 1861, kurz nach dem Angriff auf Fort Sumter: Die Zeichen stehen auf Krieg zwischen der Union im Norden und den Südstaaten, die sich als Konföderierte Staaten von Amerika losgelöst haben. Die seit langen Jahren befreundeten Familien Main und Hazard stehen auf den verschiedenen Seiten des Konflikts. Im Norden arbeiten die Brüder George und Stanley Hazard für das Kriegsministerium in Washington. Im Süden kämpft Charles Main in der konföderierten Kavallerie. Plantagenbesitzer Orry Main heiratet seine langjährige Geliebte Madeline, nachdem deren Ehemann Justin, den sie für Orry verlassen hatte, starb. Dann nimmt er ein Angebot an, für die konföderierte Regierung unter Präsident Jefferson Davis in Richmond zu arbeiten.
George und Orry haben, bedingt durch den Krieg, nur durch einzelne, über die Grenze geschmuggelte Briefe Kontakt, mit einem der Briefe gelingt es George, Orry eine Nachricht zukommen zu lassen, dass Georges Bruder Billy in Richmond inhaftiert wurde. Orry benachrichtigt Charles und dieser befreit Billy, der unbeschadet in den Norden zurückkehren kann. Orry deckt eine Verschwörung gegen Präsident Davis auf, an der seine Schwester Ashton, deren Mann und der Spekulant Lamar Powell, zugleich Ashtons Liebhaber, sowie der aus dem Norden übergelaufene alte Widersacher der Mains, Elkanah Bent, beteiligt sind. Orry besiegt Bent im Kampf und lässt sich aus dem Kriegsministerium in eine Einheit seines West-Point-Studienfreundes George Pickett versetzen. Kurz darauf wird Orry erschossen, als er einem verletzten Nordstaatler helfen will. Madeline, die aus dem belagerten Richmond nach Pennsylvania zu ihrer Schwägerin Brett in das Haus von George Hazard geflohen ist, bricht zusammen, als sie die Nachricht vom Tod ihres Mannes erhält.
Kurz vor Kriegsende wird Mont Royal von einer Bande geflohener Sklaven und desertierter Soldaten überfallen und niedergebrannt. Der nach Mont Royal zurückgekehrte Cooper Main und der zufällig anwesende Charles können dies nicht verhindern und nur mit Mühe das Leben ihrer verbliebenen Familienangehörigen retten. George besucht Mont Royal nach dem Krieg und sagt Cooper und Madeline finanzielle Unterstützung für den Wiederaufbau zu. Charles erfährt, dass er Vater eines Sohnes ist und geht mit seinem Sohn in den Westen.

## Charaktere

### Mitglieder der Familie Hazard

#### George Hazard
George Hazard, Besitzer der Eisenwerke Hazard Iron in Lehigh Station, Pennsylvania und Absolvent der West Point-Militärakademie, nimmt nach Beginn des Sezessionskrieges ein Angebot an, im Kriegsministerium der Unionsarmee unter Minister Simon Cameron seine militärische Laufbahn wiederaufzunehmen. Später wechselt er zu einer Eisenbahnbau-Einheit.

#### Stanley Hazard
Stanley ist der ältere Bruder von George, steht diesem allerdings nicht sonderlich nahe. Er ist Zivilist und arbeitet dennoch, wie George, im Kriegsministerium, wobei er, angestachelt von seiner ehrgeizigen Frau Isabel, vor allem auf seinen persönlichen Vorteil bedacht ist. Zusätzlich erwirbt er noch eine Schuhfabrik, die die Unionsarmee mit Stiefeln ausrüstet. Auf Isabels Betreiben verkauft er gleichzeitig auch Schuhwerk an die Südstaatenarmee. Er wird Alkoholiker und hat eine Geliebte, die ihn auf Drängen von Isabel verlässt.

#### Virgilia Hazard
Virgilia, älteste der Hazard-Geschwister, die als radikale Abolitionistin mit ihrer Familie gebrochen hatte, steht eines Tages völlig verarmt und verwahrlost in Lehigh Station vor der Tür. Constanze und Brett gewähren ihr Zuflucht. Später arbeitet sie als Armeekrankenschwester unter Dorothea Dix in einem Washingtoner Lazarett. Sie beginnt eine Affäre mit dem Kongressabgeordneten Sam Stout.

#### Billy Hazard
William "Billy" Hazard, der jüngste Sohn der Familie, kämpft im Sezessionskrieg in einer Pioniereinheit auf der Seite der Union. Er gerät in Gefangenschaft und wird im Libby-Gefängnis inhaftiert, wo er unmenschlichen Haftbedingungen ausgesetzt ist, bis er von seinem Freund Charles befreit wird. Auch nach dem Krieg bleibt er bei der Pioniereinheit der Unionsarmee.

### Mitglieder der Familie Main

#### Orry Main
Orry Main, West Point-Absolvent und Veteran des Mexikanisch-Amerikanischen Krieges, ist der beste Freund von George Hazard. Er ist Inhaber der Reisplantage Mont Royal in South Carolina, auf der er mit seiner dementen Mutter und mit Madeline LaMotte zusammenlebt, die ihren Mann verlassen und auf Mont Royal Zuflucht gefunden hat. Nach dem Tod von Justin LaMotte heiraten Orry und Madeline. Er nimmt nach Beginn des Sezessionskrieges ein Angebot an, im Stab der Regierung der Konföderierten unter Präsident Jefferson Davis in den Militärdienst zurückzukehren. Unzufrieden mit seiner Arbeit im Ministerium lässt er sich zu einer Fronteinheit versetzen und wird kurz darauf von einem Offizier der Unionsarmee getötet, als er diesem helfen will.

#### Madeline Main
Madeline stammt aus New Orleans und ist zu 1/8 Afroamerikanerin. Nachdem sie ihren gewalttätigen Gatten Justin LaMotte verlassen hatte, fand sie Zuflucht bei Orry Main auf Mont Royal. Nachdem Justin an den Folgen einer Schussverletzung stirbt, heiratet sie Orry. Als Orry nach Richmond geht, bleibt sie zunächst auf Mont Royal zurück, um Orrys von einem Schlaganfall betroffene Mutter zu pflegen, folgt diesem aber, nachdem Clarissa Main sich erholt hat. Sie muss aus Richmond abreisen, nachdem Ashton vor Regierungsangehörigen Madelines afroamerikanische Wurzeln enthüllt hat. Durch die Frontlinien hindurch begibt sie sich zu Constance und Brett nach Lehigh Station. Nach Kriegsende kehrt sie auf das zerstörte Mont Royal zurück, um es wieder aufzubauen.

#### Cooper Main
Cooper ist der ältere Bruder von Orry Main. Er lebte in Charleston und arbeitete bis zu Krieg als Ingenieur und Reeder. Nach dem Angriff auf Fort Sumter hatte er seine Werft und Reederei der Konföderation überschrieben, obwohl er der Sezession zuvor kritisch gegenüber stand. Zu Kriegsbeginn geht Cooper mit seiner Frau Judith und seinen beiden Kindern nach England, um im Auftrag des konföderierten Waffenamtes Schiffe als Kriegsschiffe für die Konföderierte Armee zu erwerben. Auf der Rückreise wird sein Schiff von der Seeblockade der Unionsarmee aufgebracht und versenkt, wobei sein Sohn Judah ums Leben kommt. Von diesem Ereignis gezeichnet und charakterlich verändert, nimmt er eine Stelle im Kriegsministerium der Konföderierten an und wirkt für dieses unter anderem an der Entwicklung des Tauchbootes H. L. Hunley mit. Nach einem Nervenzusammenbruch kehrt er mit seiner Frau und Tochter nach Mont Royal zurück, kann aber dessen Zerstörung durch marodierende Sklaven und Deserteure nicht verhindern.

#### Ashton Main
Ashton ist die jüngere Schwester von Cooper und Orry. Sie ist mit dem zunehmend erfolglosen und politisch isolierten Anwalt James Huntoon verheiratet, der in Richmond für die konföderierte Regierung arbeitet. Auf einem Ball lernt sie Lamar Powell kennen und beginnt eine Affäre mit ihm. Sie investiert mit Powell in ein Schiff, das die Seeblockade der Union durchbricht und illegal Baumwolle aus- und Luxusgüter einführt. Sie unterstützt Powells Pläne zur Gründung einer eigenen Konföderation. Elkanah Bent offenbart ihr Madelines Geheimnis ihrer afroamerikanischen Abstammung und Ashton konfrontiert diese auf einer öffentlichen Veranstaltung damit. Nachdem Orry eine Verschwörung gegen Präsident Davis aufgedeckt hat, muss sie mit Huntoon und Powell aus Richmond fliehen. Die drei begeben sich auf den Weg in den Westen, um dort mit Powells Goldreserven eine neue Konföderation aufzubauen. Der Treck mit dem Gold wird von Apachen aufgebracht und zerstört. Mittellos erreicht Ashton als Einzige Santa Fe, wo sie erfährt, dass ihr Mann sie enterbt hat.

#### Brett Main
Brett ist die jüngste der vier Main-Geschwister. Sie ist mit Billy Hazard verheiratet und lebt bei dessen Familie in Pennsylvania, wo sie als Südstaatlerin zunächst Anfeindungen ausgesetzt ist. Im Laufe des Krieges verändert sie ihre Einstellung Farbigen gegenüber und hilft Constance bei der Betreuung von schwarzen Waisenkindern. Am Ende des Romans ist sie von Billy schwanger.

#### Charles Main
Charles ist der Vetter von Orry und Cooper Main. Im Sezessionskrieg kämpft er auf Seiten der Konföderation als Scout der Kavallerie. Im Kriegseinsatz lernt er die Witwe Augusta Barclay kennen und verliebt sich in sie. Durch seine Kriegserlebnisse verbittert er zunehmend und plant, nach Kriegsende nach Texas zurückzukehren und dort eine Farm aufzubauen. Er befreit seinen Freund Billy aus dem Libby-Gefängnis. Seine Beziehung zu Augusta beendet er, um sich ganz dem Kriegsdienst widmen zu können und sie von der Sorge um ihn zu befreien. Nach Kriegsende erfährt er, dass Augusta, von Charles schwanger, zu ihrem Onkel nach Washington gegangen ist. Bei der Geburt des gemeinsamen Sohnes starb sie; Charles findet seinen Sohn in der Obhut von Augustas Onkel, dem Brigadegeneral Duncan, vor. Gemeinsam mit Duncan und seinem Sohn bricht Charles in den Westen auf, um sich dort der Kavallerie der Union anzuschließen.

### Elkanah Bent
Bent stammt aus Ohio und war der Ausbilder von George und Orry in Westpoint. Da diese seiner Ansicht nach seine Karriere beeinträchtigt haben, hat er sich Rache an beiden zum Ziel gesetzt. Sein Vorbild ist Napoleon Bonaparte. Zu Kriegsbeginn ist Bent Offizier der Unionsarmee, wird von Washington in ein Ausbildungscamp der Unionsarmee, später dann in das von der Union besetzte New Orleans versetzt, von wo aus er nach einem Eklat desertiert. Unter falschem Namen lässt er sich, vermittelt durch den ahnungslosen Stanley Hazard, als Spion der Union anwerben. Nachdem er einen Einsatz unter unverhältnismäßiger Gewaltanwendung absolviert hat, wird er entlassen und läuft zu den Konföderierten über, wo er Anschluss an Powells Revolutionsbemühungen sucht. Als diese von Orry aufgedeckt wird, kommt es zum Kampf zwischen Orry und Bent, wobei Bent verletzt wird und in einen Fluss stürzt.

### Lamar Powell
Powell ist ein einflussreicher Südstaaten-Geschäftsmann. Huntoon stellt ihm seine Frau Ashton vor und Ashton und Powell beginnen eine Affäre. Powell und Ashton investieren in ein Schiff, das die Seeblockade bricht und Luxusgüter in die Konföderation schmuggelt, wodurch beide zu Reichtum kommen. Außerdem schart er Gleichgesinnte um sich, um Präsident Davis zu stürzen und eine neue Konföderation im Westen aufzubauen. Huntoon und Bent schließen sich ihm an. Nachdem die Verschwörung scheitert, bricht Powell mit den Huntoons nach Westen auf, um dort mit seinen Goldreserven eine neue Konföderation aufzubauen. Auf dem Weg dorthin ermordet er James Huntoon, um kurz darauf von aufständischen Apachen ermordet zu werden.

## Historische Ereignisse
Der Roman verknüpft das fiktive Schicksal der Familien Main und Hazard eng mit den realen Personen und historischen Ereignissen des Sezessionskrieges. Es wird auf zahlreiche historische Personen jener Zeit Bezug genommen, mit denen die fiktiven Protagonisten teils interagieren, so unter anderem die Präsidenten Abraham Lincoln und Jefferson Davis, Politiker wie Simon Cameron und zahlreiche Generäle beider Armeen wie Thomas Jackson, George B. McClellan, Robert E. Lee, Ulysses S. Grant, William T. Sherman, Wade Hampton III. und P.G.T. Beauregard.
Schauplatz der Romanhandlung sind unter anderem die Erste Schlacht am Bull Run, die Schlachten bei Shiloh und bei Sharpsburg. Die Schlacht von Gettysburg wird erwähnt, ist aber nicht direkter Teil der Romanhandlung. Auch das Attentat auf Abraham Lincoln wird thematisiert.

## Veröffentlichung
Liebe und Krieg stieg 1984 auf Rang 5 in die Bestseller-Liste der New York Times ein und stieg danach bis auf Rang 2 der Bestsellerliste. Es war 1984 der vierthäufigst verkaufte Roman in den Vereinigten Staaten.
Die deutschsprachige Erstausgabe erschien 1987 im Verlag Bastei-Lübbe.

## Verfilmung
Liebe und Krieg wurde 1986 von Warner Bros. Television als zweite Staffel (Folgen 7–12) der Fernseh-Miniserie North and South (dt.: Fackeln im Sturm) verfilmt, die dank prominenter Starbesetzung und aufwändiger Ausstattung zu einem internationalen Erfolg wurde. Die Verfilmung weicht, wesentlich stärker als die Verfilmung des ersten Bandes, vom Roman ab. Insbesondere überlebt Orry im Film den Krieg. Justin LaMotte stirbt im Film im Kampf mit Orry und nicht durch eine Infektion nach einer Schussverletzung. Virgila Hazard wird in der Verfilmung am Ende der Serie wegen Mordes an dem Kongressabgeordneten Sam Greene, der im Roman Sam Stout heißt, hingerichtet. Stanley macht in der Verfilmung keine Karriere in Washington, sondern arbeitet im Familienbetrieb Hazard Iron hinter dem Rücken seines Bruders mit minderwertigem Eisen, wofür er am Ende zur Rechenschaft gezogen wird. Statt Billy sitzt in der Verfilmung George im Libby-Gefängnis ein. Wie auch bei der Verfilmung des ersten Bandes kommt Cooper Main und dessen Familie nicht in der Filmversion vor. Brett verbringt den Krieg in der Verfilmung auf Mont Royal statt in Lehigh Station. Bent ist im Roman Nordstaatler und Überläufer, in der Verfilmung von Beginn an Südstaatler. Der Charakter Lamar Powell kommt in der Verfilmung nicht vor, seine Rolle als Anführer einer Verschwörung und Liebhaber von Ashton nimmt Bent ein. Auch wendet sich Ashtons Mann James Huntoon im Film von Bents Verschwörungsplänen ab und verrät diese an Orry und Jefferson Davis.

## Fortsetzung
Die Fortsetzung Himmel und Hölle erschien 1987.